# 第三次アルベールの戦い
第三次アルベールの戦い（英語：Battle of Albert、フランス語：Bataille d'Albert）は、第一次世界大戦中の1918年8月21日から8月23日にソンム近郊のアルベールで行われた、百日攻勢（Hundred Days Offensive）中の戦い。先に（1914年、1916年）行われた同名の2つの戦いよりも規模が小さく、第二次ソンムの戦い（Second Battle of the Somme）につながる開幕戦であり、オーストラリア軍団（Australian Corps）が参加した点で重要であった。この攻撃によってヘンリー・ローリンソン（Henry Rawlinson, 1st Baron Rawlinson）率いるイギリスの第3軍（Third Army (United Kingdom)）が第4軍（Fourth Army (United Kingdom)）の支援を受けながら主力を投入した。同年の8月25日から9月3日まで行われた第二次バポームの戦い（Second Battle of Bapaume）は、この戦いに続くものである。

## 概要
1918年8月15日、イギリス軍を指揮するダグラス・ヘイグ将軍は、連合軍総司令官だったフェルディナン・フォッシュの要請にもかかわらず、アミアンへの攻撃（Battle of Amiens）の継続を拒否した。攻撃が尽きたこと、ドイツの予備軍が進駐してきたために部隊が物資や大砲から遠く離れてしまったことが原因であった。
ヘイグはアルベールへの攻勢を計画し、8月21日に攻撃を開始した。主な攻撃は、イギリスイギリス第3軍にアメリカ第2軍が加わって開始された。1918年8月23日にアルベールを奪取したことにより、ドイツ第2軍は東方への後退を余儀なくされた。
この攻撃は最終的に進軍へと発展し、ドイツ第2軍を50マイル（約80km）前線に沿って後退させた。8月22日、第18(東部)師団（18th (Eastern) Division）はアルベールを奪取し、イギリス・アメリカ軍はアラスに進攻した。翌日、プロヤール（Proyart）から北東に進んできたオーストラリア第1師団（1st Division (Australia)）は、シュイーニュ（Chuignes）周辺のドイツ軍要塞を攻撃し、町の占領に成功した（シュイーニュの戦い）。
8月29日、第二次バポームの戦いで、バポーム（Bapaume）の町がニュージーランドの手に落ちると、続く8月31日にソンム川を渡り、モン・サン＝カンタンの戦い（Battle of Mont Saint-Quentin）でドイツ軍の戦線を破ったオーストラリア軍団（Australian Corps）が前進した。ヴェステア（Westheer、西部戦線のドイツ軍）は、春に攻勢をかけたヒンデンブルク線（Hindenburg Line）まで押し戻された。